# Мегрега (приток Олонки)
Ме́грега — река в России, протекает по Олонецкому району Карелии. Вытекает из Мегрозера на высоте 86 м над уровнем моря. Впадает в Олонку с левого берега в центре Олонца, в 30 км от её устья, на высоте около 5 м над уровнем моря. Длина реки — 52 км, площадь водосборного бассейна — 1000 км².

## Притоки
- В 9,1 км от устья: Инема (лв)[3]
- В 21 км от устья: Самбатукса (лв)[3]
- В 41 км от устья: Чилмозерка (пр)[3]
- В 47 км от устья: Печная (пр)[3]

## Название
Мя́гря (карел. mägrä) — барсук, барсучья река.

## Данные водного реестра
По данным государственного водного реестра России относится к Балтийскому бассейновому округу, водохозяйственный участок реки — Водные объекты бассейна оз. Ладожское без рр. Волхов, Свирь и Сясь, речной подбассейн реки — Нева и реки бассейна Ладожского озера (без подбассейна Свирь и Волхов, российская часть бассейнов). Относится к речному бассейну реки Нева (включая бассейны рек Онежского и Ладожского озера).